# Marian Romaniuk
Marian Romaniuk (ur. 29 stycznia 1929 w Dawidach, zm. 1 lipca 1982) – polski działacz partyjny i państwowy, inżynier rolnictwa, były I sekretarz KP PZPR w Grodzisku Mazowieckim i naczelnik powiatu siedleckiego, w latach 1975–1979 wicewojewoda siedlecki.

## Życiorys
Syn Jana i Sabiny. W 1961 ukończył studia z inżynierii rolnictwa w Szkole Głównej Gospodarstwa Wiejskiego, kształcił się też w Wieczorowym Uniwersytecie Marksizmu-Leninizmu. Działał w Związku Walki Młodych i Związku Młodzieży Polskiej. W 1952/3 wstąpił do Polskiej Zjednoczonej Partii Robotniczej. Od 1953 do 1960 pracował kolejno jako kierownik w PZGS w Siedlcach, kierownik działu w Okręgowej Spółdzielni Mleczarskiej w Siedlcach oraz sekretarz zarządu powiatowego Związku Kółek Rolniczych.
Działał też w strukturach partyjnych, od 1955 do 1956 kierował Wydziałem Rolnym w Komitecie Miasta i Powiatu Siedleckiego PZPR. W ramach KMiP PZPR zajmował następnie stanowiska sekretarza rolnego (1960–1969) i członka egzekutywy (1961–1974). Od 1969/70 do 1973 przewodniczył Prezydium Powiatowej Rady Narodowej w Siedlcach, następnie do sierpnia 1974 był naczelnikiem powiatu siedleckiego. W 1974 został I sekretarzem Komitetu Powiatowego w Grodzisku Mazowieckim. W latach 1972–1975 należał do Warszawskiego Komitetu Wojewódzkiego PZPR, następnie w latach 1975–1978 zasiadał w egzekutywie KW PZPR w Siedlcach. Od 1975 do 1979 pełnił funkcję wicewojewody siedleckiego, później od 1978 do 1981 kierował Wojewódzkim Zarządem Melioracji i Urządzeń Wodnych w Siedlcach.